# Ourapteryx peterfii
Ourapteryx peterfii là một loài bướm đêm trong họ Geometridae.